# 권승록
권승록(權承錄, 1880년 9월 9일 ~ 1929년 3월 10일)은 대한제국과 일제강점기의 군인으로, 본관은 안동이며 본적은 경성부 돈의동이다. 다른 이름으로 권영탁(權寧鐸)이 있다.

## 생애
1895년 3월 29일 관비로 일본 유학을 떠났고 같은 해 5월 5일 게이오 의숙에 입학했다. 1897년 8월 1일부터 1899년 10월 19일까지 세이죠(成城) 학교에 재학했고 1899년 11월 1일부터 1900년 11월 30일 일본 육군사관학교에 재학했다.
1900년 12월 1일 일본 야전포병 제1연대에서 6개월 동안 견습사관으로 복무하던 도중에 그의 숙부인 한성부 경무사 권형진(權瀅鎭)이 1895년에 일어난 을미사변에 대한 책임으로 일본으로 망명했다가 대한제국으로 귀국한 뒤에 사형당하면서 일본 정부로부터 정식 임관을 하지 못했다. 이 때문에 그는 한동안 일본에 계속 체류했고 1901년 7월 17일이 되어서야 귀국할 수 있었다.
러일 전쟁 중이던 1904년 11월부터 1905년까지 함경도 지역에서 일본군 후비 제2사단 소속으로 복무하는 동안 통역과 병참 업무를 맡는 한편 경성(鏡城)과 회령(會寧), 수성(輸城) 일대에서 병참 및 첩보 활동을 펼쳤다. 1905년 8월 15일 대한제국 육군 포병 참위로 임명되었으며 1905년 12월 14일 육군 포병 중대, 1906년 6월 12일 육군 포병 부위, 1906년 10월 18일 육군 포병 정위로 진급했다. 1905년 12월 5일 육군 무관학교 학도대 소속으로 근무했고 1906년 10월 육군 유년학교 학도대장으로 임명되었다.
1908년 11월 러일 전쟁에 협력한 공로를 인정받아 일본 정부로부터 훈6등 단광욱일장(單光旭日章)을 받았으며 1910년 8월 29일 조선주차군사령부 헌병대 사령부에 배속된 뒤부터 1929년 3월 사망할 때까지 일본군 장교로 복무했다. 1912년 8월 1일 일본 정부로부터 한국 병합 기념장을 받았고 1920년 4월 훈5등 서보장, 1927년 훈4등 서보장을 받았다. 1929년 3월 일본 제국 육군 포병 대좌로 진급했으며 사후 일본 정부로부터 정5위에 추승되었다.
민족문제연구소의 친일인명사전 수록자 명단의 군 부문과 친일반민족행위진상규명위원회가 발표한 친일반민족행위 705인 명단에 포함되었다.

## 참고 자료
- 친일반민족행위진상규명위원회 (2009). 〈권승록〉. 《친일반민족행위진상규명 보고서 Ⅳ-1》. 서울. 601~607쪽.